# Gatilho de trauma
Um gatilho de trauma (em inglês: Trauma Trigger) é um estímulo psicológico que incita a lembrança de uma experiência traumática anterior. O estímulo em si não precisa ser assustador ou traumático, de fato pode ser uma lembrança indireta ou superficial de um incidente traumático anterior, por exemplo, situações simples, como o cheiro de um perfume ou uma peça de roupa. Os gatilhos podem ser sutis e difíceis de prever. O evento também pode ser chamado de estímulo de trauma ou lembrança traumática. O processo de conectar uma experiência traumática a um gatilho de trauma é chamado de acoplamento traumático.
Evitar um gatilho de trauma é um sintoma comportamental clássico do transtorno de estresse pós-traumático (TEPT), uma condição tratável e geralmente temporária na qual as pessoas às vezes experimentam sintomas emocionais ou físicos avassaladores quando algo os lembra ou "provoca" a memória de um evento traumático. Evitar os gatilhos a longo prazo aumenta a probabilidade de a pessoa afetada desenvolver um nível incapacitante de TEPT. Identificar e abordar os gatilhos de trauma é uma parte importante do tratamento do TEPT.
Um aviso de gatilho é uma mensagem apresentada ao público previamente antes de livros, filmes, jogos ou outro tipo de mídia, para avisá-lo de sobre conteúdo potencialmente perturbador. Evidências recentes apoiam a visão de que os alertas de gatilho não são úteis para os sobreviventes de trauma, e reforçam contraterapeuticamente a visão dos sobreviventes de seu trauma como central para sua identidade.

## Gatilhos
O gatilho pode ser qualquer coisa que provoque medo ou lembranças angustiantes na pessoa afetada e que a pessoa afetada associe a uma experiência traumática. Alguns gatilhos comuns são: 
- Certas horas do dia.[6][8] Por exemplo, pôr do sol ou nascer do sol.[9]
- Certas épocas do ano ou datas específicas. Por exemplo, o clima de outono que se assemelha à experiência do clima da pessoa afetada durante os ataques de 11 de setembro[10] ou o aniversário de uma experiência traumática.[5]
- Ponto de vista. Por exemplo, uma árvore caída ou uma luz brilhando em um ângulo específico.
- Lugares. Por exemplo, um banheiro ou todos os banheiros em geral.[11]
- Uma pessoa, especialmente uma pessoa que esteve presente durante um evento traumático ou se assemelha a alguém envolvido nesse evento em algum aspecto.
- Um argumento.
- Um odor específico, como grama recém cortada ou a fragrância de um produto pós-barba.
- Um gosto particular, como os alimentos ingeridos durante ou pouco antes de uma experiência traumática.
- Um som específico, como um helicóptero ou uma música.
- Uma textura particular.
- Uma sensação na pele, como a sensação de um relógio de pulso semelhante à sensação de algemas ou toque sexual para vítimas de agressão sexual.
- A posição do corpo.[12]
- Dor física.
- Emoções, como sentir-se oprimido, vulnerável ou descontrolado.
- Situação específica, por exemplo, estar em um local lotado.

O gatilho é geralmente pessoal e específico. No entanto, ele não precisa estar intimamente relacionado à experiência real. Por exemplo, após a Guerra do Golfo, alguns israelenses experimentaram o som de uma moto em aceleração como gatilho, que eles associaram ao som de sirenes que ouviram durante a guerra, mesmo que a semelhança entre os dois sons seja limitada.
Foi sugerido que o retrato realista da violência gráfica na mídia visual possa expor algumas pessoas afetadas a gatilhos enquanto assiste a filmes ou televisão.

## Avisos de gatilho
Avisos de gatilho são avisos de que um trabalho contém escrita, imagens ou conceitos que podem ser angustiantes para algumas pessoas. O termo e o conceito se originaram em sites feministas que discutiam violência contra as mulheres e depois se espalharam para outras áreas, como mídia impressa e cursos universitários. Embora seja amplamente reconhecido que qualquer visão, som, olfato, paladar, tato, sensação ou sensação possa ser um gatilho, os avisos de gatilho são mais comumente apresentados em uma gama relativamente estreita de material, especialmente conteúdo sobre abuso sexual e doença mental (como suicídio, distúrbios alimentares e automutilação).
Richard McNally, professor de psicologia da Universidade de Harvard, advertiu o corpo docente da universidade contra o uso generalizado de avisos de gatilho; e observou que "os avisos de gatilho são projetados para ajudar os sobreviventes a evitar lembretes de seus traumas, evitando assim o desconforto emocional. No entanto, a prevenção reforça o TEPT. Por outro lado, a exposição sistemática aos gatilhos e às memórias que eles provocam é o meio mais eficaz de superar o distúrbio". Da mesma forma, Metin Basoglu, psiquiatra especializado em pesquisa de trauma, disse que, "em vez de incentivar uma cultura de prevenção, [a mídia] deveria incentivar a exposição. A maioria das vítimas de trauma evita situações que as lembram da experiência. Evitar significa desamparo e desamparo significa depressão. Isso não é bom." Da mesma forma, a psicóloga clínica Edna Foa alertou que "se agirmos como se não pudessem lidar com ideias angustiantes, comunicamos a mensagem inútil de que não são fortes". O psicólogo Darby Saxbe alertou que os alertas de gatilho "enviam a mensagem de que o próprio idioma vai prejudicá-lo, e isso simplesmente não é verdade".
Em um estudo que avaliou diretamente os efeitos do fornecimento de avisos de gatilho, verificou-se que, entre as pessoas que atualmente não estavam sofrendo efeitos de trauma, o fornecimento de avisos de gatilho aumentou um pouco a ansiedade dos participantes depois de ler uma passagem de texto que incluía conteúdo perturbador, mas isso ocorreu apenas com aqueles que endossaram a crença de que as palavras podem causar danos psicológicos. Os avisos também reduziram a percepção de resiliência psicológica natural dos participantes e de outras pessoas. Um segundo estudo também não encontrou evidências de que os alertas de gatilho foram úteis para sobreviventes de trauma, tanto para participantes que relataram um diagnóstico de transtorno de estresse pós-traumático (TEPT) ou para participantes que se qualificaram para um provável TEPT. Entretanto, evidências substanciais foram encontradas que avisos de gatilho reforçam a visão dos sobreviventes de seu trauma como central à sua identidade, o que é consistente com evidências anteriores de que uma baixa crença na resiliência psicológica pessoal é um fator de risco para o desenvolvimento de TEPT no futuro.  
O jornalista e escritor Jay Caspian Kang acusou esses avisos de "reduzir uma obra de literatura aos piores pontos da trama". Amanda Marcotte criticou os alertas de gatilho como sendo "menos sobre cuidados preventivos de saúde mental e mais sobre sinalização social de credenciais liberais".

### No ensino superior
A Associação Americana de Professores Universitários emitiu um relatório crítico dos avisos de gatilho em contextos universitários, afirmando que "a presunção de que os alunos precisam ser protegidos e não desafiados na sala de aula é ao mesmo tempo infantilizante e anti-intelectual". Angus Johnston, professor de história do ativismo estudantil americano e movimentos sociais da City University de Nova York, disse que os avisos de gatilho podem fazer parte de uma "pedagogia sólida", observando que os estudantes que encontram material potencialmente desencadeador estão "chegando a ele como todas as outras pessoas com uma ampla gama de experiências e que a jornada que estamos realizando juntos às vezes pode ser dolorosa. Não é uma maneira de mimar os estudantes a reconhecer isso. De fato, é exatamente o oposto." Joan Bertin, diretora da Coalizão Nacional Contra a Censura, argumentou que "avisos de gatilho são contraproducentes para o processo educacional". 
Em 2014, os alunos da UC Santa Barbara aprovaram uma resolução em apoio aos avisos obrigatórios para as turmas que poderiam conter material potencialmente perturbador. Os professores seriam solicitados a alertar os alunos sobre esse material e permitir que eles pulassem as aulas que pudessem deixá-los desconfortáveis. Um professor da Universidade Texas A&M argumenta que "o objetivo dos avisos de gatilho não é fazer com que os alunos evitem conteúdos traumáticos, mas prepará-los para isso e, em circunstâncias extremas, fornecer modos alternativos de aprendizado".
Em 2016, a Universidade de Chicago enviou uma carta para receber novos alunos de graduação; afirmar seu compromisso com a diversidade, civilidade e respeito; e informá-los do "compromisso da faculdade com a liberdade acadêmica significa que não apoiamos os chamados 'avisos de gatilho'", não cancelamos oradores controversos e "não tolera a criação de 'espaços seguros' intelectuais onde os indivíduos podem se afastar de pensamentos e ideias em desacordo com as suas próprias".